# Feyzabad (Iran)
Feyzābād (farsi فیض‌آباد) è il capoluogo dello shahrestān di Mahvelat, circoscrizione Centrale, nella provincia del Razavi Khorasan in Iran. Aveva, nel 2006, una popolazione di 1.694 abitanti.